# Bridging loss
Bridging loss ou perda de ponte (em português), é a perda, em uma determinada frequência, que resulta quando uma impedância é conectada através de uma linha de transmissão. É expressa como a razão, em decibéis, da potência do sinal entregue a um determinado ponto em um sistema a jusante do ponto de conexão antes da ponte, para a potência do sinal entregue a um determinado ponto após a ponte. O termo é introduzido porque a perda de retorno não é aplicável às condições de entrada de alta impedância. O termo também é usado na prática telefônica e é sinônimo de perda de inserção que resulta da ponte de uma impedância em um circuito.